# 882 a.C.
L'882 a.C. (DCCCLXXXII a.C. in numeri romani) è un anno  del IX secolo a.C.

## Eventi
- Il re d'Assiria Assurnasirpal II inizia una campagna nell'estremo nord della Mesopotamia contro i paesi di Kadmuhu e Mouskhi, affinché gli pagassero dei tributi. Lo stesso anno reprime una rivolta nell'Assiria del nord.